# Monsieur Batignole
Monsieur Batignole (Verweistitel: Monsieur Batignole – Held wider Willen) ist ein Kriegsdrama von und mit Gérard Jugnot. Er spielt während des Zweiten Weltkrieges und wurde 2002 gedreht.

## Handlung
Paris im Sommer 1942, während der Besatzung durch die Nazis: Scheinbar genötigt durch die Essensrationierungen stehlen Diebe Monsieur Edmond Batignole aus dessen kleiner Metzgerei Fleisch und Wurst. Edmond verdächtigt, angestachelt durch den Kollaborateur Pierre-Jean Lamour, Simon Bernstein, den Sohn einer wohlhabenden jüdischen Arztfamilie, die im selben Haus wohnt.
Als Edmond den Vater des Jungen zu Rede stellt, verzögert er unbeabsichtigt die Flucht der Familie Bernstein. Pierre-Jean ruft unterdessen die örtliche Polizei, meldet die Fluchtabsichten – und die ganze Familie wird schließlich verhaftet.
Edmond geht danach, wenn auch schockiert von den Ereignissen, erst einmal wieder seiner Beschäftigung als Metzger nach. Pierre-Jean, der Verlobte von Edmonds Tochter Micheline, veranlasst unterdessen durch seine Beziehungen, dass Edmond die große Wohnung der deportierten Familie Bernstein erhält. Auch wird Edmond, mehr oder weniger unfreiwillig, zum Hoflieferanten der deutschen Kommandantur.
Während Edmond für seine neuen „Auftraggeber“ ein kleines Fest in der „arisierten“ Wohnung gibt, taucht plötzlich Simon Bernstein, der kleine Junge, wieder auf. Dieser konnte vor der Deportation fliehen und sucht nun seine Familie. Edmond versteckt ihn – als er nicht wieder gehen will – auf dem Dachboden und versorgt ihn mit Lebensmitteln.
Als das Versteck des Jungen aufzufliegen droht, bemüht sich Edmond, getrieben durch sein schlechtes Gewissen, um einen Fluchthelfer für Simon.
Dadurch weckt Edmond nun selbst das Interesse der Deutschen. Als dann auch noch Simons Cousinen auftauchen, fliegt alles auf und Edmond tötet Pierre-Jean gerade, als der die Kinder an die Deutschen ausliefern will. Edmond flüchtet mit den drei Kindern aufs Land und eine gefährliche Flucht in die Schweiz beginnt. Durch unüberlegte Aussagen und Handlungen der Kinder gerät Edmond dabei sogar noch in das Visier der Résistance, die ihn für einen Verräter hält. Es gelingt ihm, die Missverständnisse aufzuklären, der Polizei des Vichy-Regimes zu entkommen und schließlich mit den Kindern in die Schweiz zu fliehen.

## Auszeichnungen
César
- 2003 César für den besten Nachwuchsdarsteller an Jean-Paul Rouve